# La Otra Banda, Hidalgo
La Otra Banda är en ort i Mexiko.   Den ligger i kommunen Tecozautla och delstaten Hidalgo, i den sydöstra delen av landet, 130 km norr om huvudstaden Mexico City. La Otra Banda ligger 1 717 meter över havet och antalet invånare är 493.
Terrängen runt La Otra Banda är kuperad åt sydost, men åt nordväst är den platt. Runt La Otra Banda är det ganska tätbefolkat, med 72 invånare per kvadratkilometer. Närmaste större samhälle är Tecozautla, 1,00 km nordväst om La Otra Banda. I omgivningarna runt La Otra Banda växer huvudsakligen savannskog.